# ACE ROCKER
『ACE ROCKER』（エースロッカー）は、ザ・クロマニヨンズの6thアルバムである。2012年1月18日リリース。

## 解説
前作から1年2か月ぶりのアルバム。
初回生産限定盤、通常盤、アナログ盤の3形態で発売された。
初回生産限定盤には「ここでしか見られない!アルバム収録曲スタジオライブ3曲入り!」を収録したDVDが付いている。
9thシングル「ナンバーワン野郎!」、10thシングル「雷雨決行」を含む全12曲入りのアルバム。なお、8thシングル「流線型/飛び乗れ!!ボニー!!」は未収録となった。「ナンバーワン野郎!」はシングルとは別テイク。
音源は全編モノラルでの収録となっている。

## 収録曲

### Disc 1: CD
| 全編曲: ザ・クロマニヨンズ。 |                                                                    |            |       |
| #                            | タイトル                                                           | 作詞・作曲 | 時間  |
| 1.                           | 「他には何も」                                                     | 真島昌利   | 3:41  |
| 2.                           | 「ハル」                                                           | 甲本ヒロト | 2:14  |
| 3.                           | 「バニシング・ポイント」(柔道グランドスラム東京2011』テーマソング) | 真島昌利   | 3:28  |
| 4.                           | 「欲望ジャック」                                                   | 甲本ヒロト | 2:55  |
| 5.                           | 「シャイニング」                                                   | 真島昌利   | 2:53  |
| 6.                           | 「ボッチ」                                                         | 真島昌利   | 3:33  |
| 7.                           | 「ゴー ゲバ ゴー」                                                 | 甲本ヒロト | 2:29  |
| 8.                           | 「ナンバーワン野郎!」(9thシングル、日清カップヌードルCMソング)     | 真島昌利   | 3:15  |
| 9.                           | 「雷雨決行」(10thシングル)                                         | 甲本ヒロト | 2:34  |
| 10.                          | 「49cc」                                                           | 甲本ヒロト | 2:44  |
| 11.                          | 「ライオンとサンシャイン」                                         | 真島昌利   | 3:34  |
| 12.                          | 「メキシコの星」                                                   | 甲本ヒロト | 3:39  |
| 合計時間:                    | 合計時間:                                                          | 合計時間:  | 36:59 |

### Disc 2: DVD
| #  | タイトル         | 作詞 | 作曲・編曲 |
| -- | ---------------- | ---- | ---------- |
| 1. | 「シャイニング」 |      |            |
| 2. | 「欲望ジャック」 |      |            |
| 3. | 「雷雨決行」     |      |            |

## 参加アーティスト
ザ・クロマニヨンズ
- 甲本ヒロト（ボーカル）
- 真島昌利（ギター）
- 小林勝（ベース）
- 桐田勝治（ドラムス）